# Комаровка (Новоспаський район)
Комаровка (рос. Комаровка) — село в Новоспаському районі Ульяновської області Російської Федерації.
Населення становить 223 особи. Входить до складу муніципального утворення Троїцькосунгурське сільське поселення.

## Історія
Від 2004 року входить до складу муніципального утворення Троїцькосунгурське сільське поселення.

## Населення
| 2010 |
| ---- |
| 223  |